# Carano Amatúnio
Carano Amatúnio (em latim: Caranus; em armênio/arménio: Կարէն; romaniz.: Karēn) foi um nobre armênio (nacarar) do século IV da família Amatúnio, ativo durante o reinado do rei Tigranes VII (r. 339–350).

## Nome
Carano (em latim: Caranus) ou Carenes (cf. Anais de Tácito) são as formas latinas do parta Carém (𐭊𐭓𐭍𐭉, Kārēn), o nome de uma das sete grandes casas partas que reinaram no planalto Iraniano ao lado da dinastia arsácida. Foi registrado em grego como Carano (em grego: Καρανος, Karanos), Carém (Καρην, Karēn) e Carinas (Καρινᾶς, Karinas), em persa médio como Carim (𐭪𐭠𐭫𐭭𐭩, Kārin), em árabe como Carim (em árabe: قارين, Qārin) e em persa novo como Carã, Carim (قارن, Qāran / Qārin) e Carém (کارن, Kāren). Esses nomes derivam do não atestado iraniano antigo Caraina (*Kār-aina-; de *kāra-, "exército, povo").

## Vida
A parentela de Carano é desconhecida, mas se sabe que pertencia à família Amatúnio. Nina Garsoïan propôs que deva ter sucedido Vaanes I como naapetes (chefe) de sua família, o que implica que fossem pai e filho. Por conseguinte, Garsoïan estabelece a mesma relação sucessória entre Carano e Pargeva I. Em 347, Carano participou da reunião de nacarares junto ao rei Tigranes VII (r. 339–350) que pretendia decidir o próximo católico. Os presentes concordaram com o nome de Daniel I e Carano foi enviado como emissário junto de outros nobres para buscá-lo. Eles o encontraram na vila de Til, no distrito de Acilisena, o convenceram a acompanhá-los e foram juntos à cidade de Barraeje, em Arzanena. Perante o rei, Daniel fez duras críticas à conduta de Tigranes que, enfurecido, ordenou que Daniel fosse estrangulado na frente de todos, apesar das tentativas dos presentes de impedirem-no.